# أيا (إلهة)
أيا أو إيا أو آيا إلهة الماء العذب أو إلهة المياه عند السومريين والبابليين. هي زوجة إله الشمس شمش في الأساطير البابلية والآشورية. يعني اسمها إله بيت الماء. ويطلق عليها اسم إنكي وتسمى أحيانًا ماكاتو makkatu أي (السيدة-الخليلة-الملكة). وربما كانت أيا في الأصل إلهًا محليًا للشمس. ثم تغير جنسه إلى أنثى عندما أصبح شمش (إله الشمس) أكثر تعظيمًا منه، وإثر ذلك أصبح إلهًا محلية أقل مكانة فحُوّل إلى أنثى وزُوّج إلى شمس.